# باشگاه فوتبال گلنتوران
باشگاه فوتبال گلنتوران (به انگلیسی: Glentoran Football Club) یک باشگاه فوتبال حرفه ای است که در لیگ برتر فوتبال ایرلند شمالی بازی می‌کند. این باشگاه در سال ۱۸۸۳ تأسیس شد.

## تاریخچه
در سال ۱۹۱۴، گلنتوران قهرمان جام وین شد و به اولین تیم انگلستان تبدیل شد که جام اروپا را از آن خود کرد، اگرچه این مسابقات چندین دهه قبل از تشکیل یوفا برگزار شد، اما به این ترتیب شناخته نمی‌شود.
در سال ۱۹۷۳–۷۴، گلنتوران به یک چهارم نهایی جام برندگان جام رسید. آنها در مرحله یک چهارم نهایی با بوروسیا مونشن گلادباخ روبرو شدند و ۲–۰ و ۵–۰ شکست خوردند. چهار فصل بعد آنها در یک مسابقه جام باشگاه‌های اروپا با یوونتوس روبرو شدند و در خانه ۱–۰ شکست خوردند و ۵–۰ خارج از خانه شکست خوردند.
در سالهای ۱۹۸۱ تا ۸۲، گلنتوران به دور دوم جام اروپا راه یافت و در مرحله نیمه نهایی در مقابل زسکا صوفیا
قرار گرفت. پس از شکست ۲–۰ در خارج از خانه، در بازی برگشت با نتیجه ۲–۰ به پیروزی رسید تا بازی را به وقت اضافه برساند. نتیجه نهایی ۲–۱ بود، گلنتوران در مجموع ۳–۲ شکست خورد.
روی کویل با گلنتوران ۱۶ جام کسب کرد و موفق‌ترین مدیر باشگاه در تاریخ باشگاه است.

## بازی‌های اروپایی
| رقابت                                                 | بازی | برد | تساوی | باخت | گل زده | گل خورده |
| ----------------------------------------------------- | ---- | --- | ----- | ---- | ------ | -------- |
| جام اروپا / لیگ قهرمانان یوفا                         | ۲۸   | ۳   | ۷     | ۱۸   | ۲۰     | ۵۹       |
| جام نمایشگاه‌های بین شهرها / جام یوفا / لیگ اروپا یوفا | ۵۰   | ۵   | ۹     | ۳۶   | ۳۱     | ۱۲۲      |
| جام برندگان جام اروپا / جام برندگان جام یوفا          | ۲۲   | ۳   | ۷     | ۱۲   | ۱۸     | ۴۶       |
| جمع                                                   | ۱۰۰  | ۱۱  | ۲۳    | ۶۶   | ۶۹     | ۲۲۷      |